# (18125) Brianwilson
(18125) Brianwilson est un astéroïde de la ceinture principale.

## Description
(18125) Brianwilson est un astéroïde de la ceinture principale. Il fut découvert le 22 juillet 2000 à Reedy Creek par John Broughton. Il présente une orbite caractérisée par un demi-grand axe de 3,13 UA, une excentricité de 0,13 et une inclinaison de 2,5° par rapport à l'écliptique.

## Compléments